# Напалм

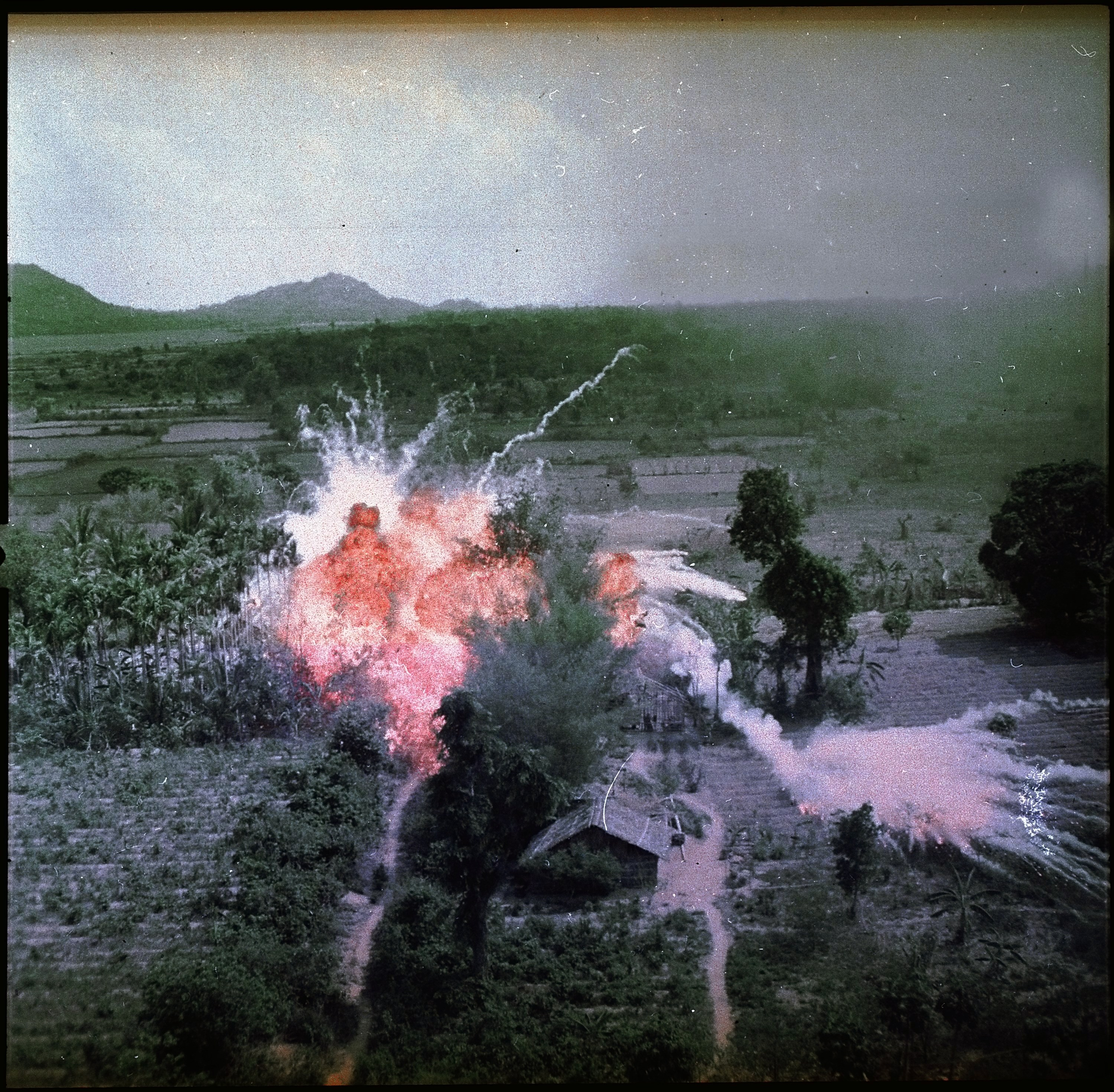
Напалм

Напа́лм (англ. napalm — скорочення від англ. Naphthenic acid — нафтенові кислоти та англ. Palmitic acid — пальмітинова кислота) — сімейство запальних сумішей з гелеутворювача та леткої нафтохімічної речовини (як правило, бензину (бензину) або дизельного палива). Застосовується у запалювальних авіабомбах, ракетах, мінах, пляшках з запальною сумішшю тощо.
Напалм був розроблений 1942 року у секретній лабораторії Гарвардського університету групою вчених на чолі з хіміком Луїсом Фізером зі Служби хімічної зброї Сполучених Штатів.
Горять напалми менш інтенсивним (швидкість згоряння залежить від в'язкості), ніж чистий бензин, полум'ям, з кіптявою, але набагато довше і стабільніше виділяючи густий їдкий дим (температура полум'я 900–1100 °C залежно від виду пального). Консистенція напалму може варіювати від рідкої до драглистої. Напалми прилипають до поверхонь, на які вони потрапили. Деякі напалми прилипають навіть до мокрих поверхонь.

## Види напалмів

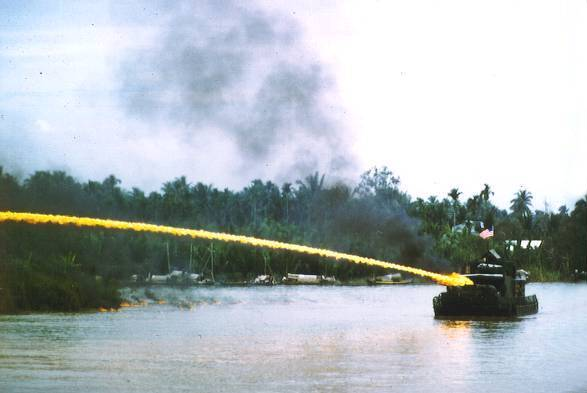
Використання напалму у В'єтнамі з палубного вогнемету

- Класичний
- Напалм-B
- Пірогель

### Класичний
Напалм отримують шляхом додавання до рідкого пального (бензин, гас і ін. нафтопродукти) спеціальних загущувачів, що складаються з суміші алюмінієвих солей органічних кислот — нафтенових, пальмітинової та ін., консистенція одержуваного напалму варіюється від в'язкої рідини до майже неплинного желе. Класичний напалм є бензин (або суміш бензин + гас), загущений алюмінієвою сіллю нафтенової та пальмітинової кислот. Має не дуже високу інтенсивність і температуру горіння. Останнім часом все більше витісняється Напалмом-В.

### Напалм-B

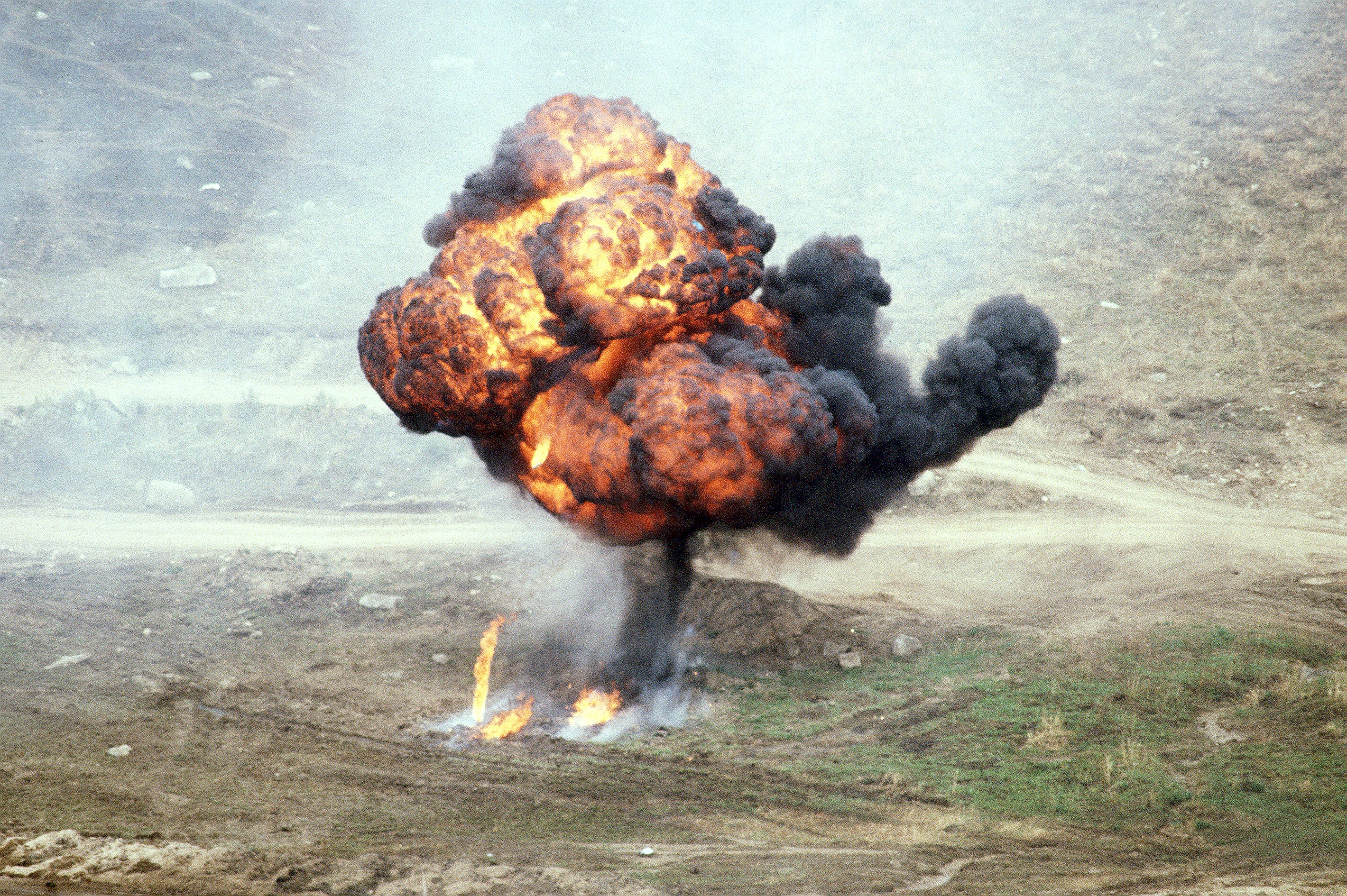
Вибух напалмової бомби в Тондучоні.

У США було розроблено на основі полістиролу новий напалм — так званий «Напалм-В», що прилипає навіть до вологих поверхонь. Напалм-В характеризується більш високою інтенсивністю та температурою горіння (1200–1500 °C проти 900 °C у звичайного напалму). При зберіганні стабільний (не розшаровується). Напалм-В складається з 3 компонентів: загущувач (полістирол), розчинник (в оригінальній версії бензол) (бензол можна замінити толуолом чи дихлоретаном) та розріджувач (бензин). Всі компоненти ретельно перемішуються та запаковуються у герметичні ємності. Відомі випадки сурогатів «Напалма-В», які виготовлялися в домашніх умовах.
При додаванні до напалму сплавів лужних металів суміш самозаймається на цілі, особливо коли ціль волога або покрита снігом. Такі суміші називають супернапалмом.

### Пірогель

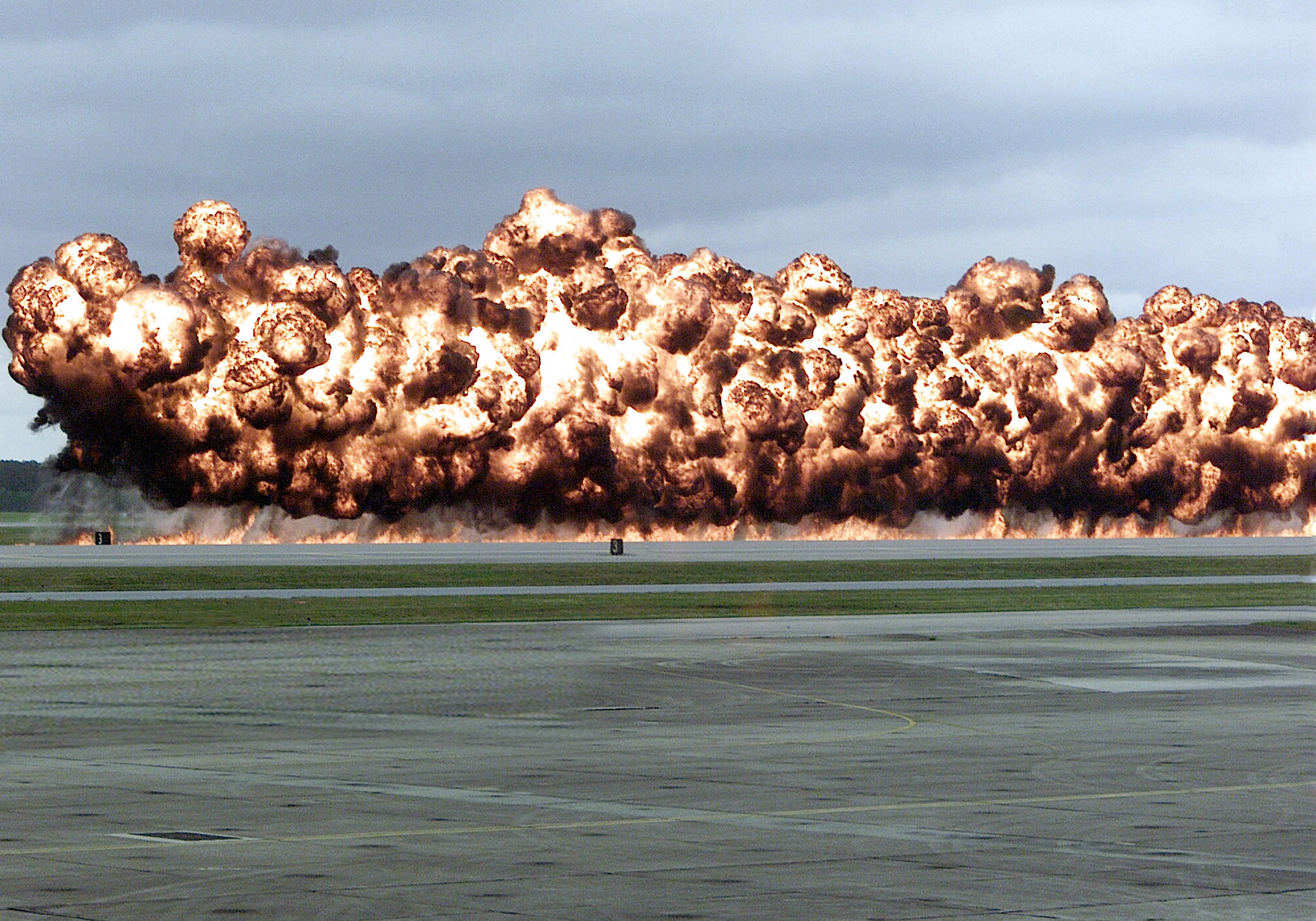
Симуляційний авіаудар напалмом

Пірогелі — металізовані запальні суміші на основі напалмів і набагато перевершують останні за здатністю до пропалювання. Це пояснюється наявністю в їхньому складі окисника та порошкоподібного металу. Пірогелі легко випалюють тонкі листи металу і здатні підпалювати, здавалося б, зовсім негорючі предмети. За своїми характеристиками пірогелі займають проміжне місце між напалмами та термітами.

## Ефект
При використанні як запалювальна зброя напалм може викликати сильні опіки (від поверхневих до підшкірних), задуху, втрату свідомості та смерть. Напалмові пожежі можуть створювати атмосферу з вмістом окису вуглецю понад 20 відсотків і вогняні шторми зі швидкістю вітру до 110 кілометрів на годину.

Використання авіабомб з напалмом по об'єкту

Напалм ефективний проти окопаної живої сили противника. Палаюча запальна суміш потрапляє в лисячі нори, тунелі, бункери, дренажно-зрошувальні канави та інші імпровізовані укриття військ. Цивільні в непошкоджених будинках можуть загинути від гіпертермії, теплового випромінювання, зневоднення, асфіксії, впливу диму або отруєння чадним газом. Одна бомба, випущена з літака, що низько летить, може нанести шкоду площі 2100 квадратних метрів.

## Міжнародне право
Міжнародне право конкретно не забороняє використання напалму чи інших засобів запалювання проти військових цілей, але використання проти цивільного населення було заборонено Конвенцією ООН про певні види звичайної зброї (CCW) у 1980 році . Протокол III КНО обмежує використання будь-якої запалювальної зброї, але ряд країн не приєдналися до всіх протоколів КНО. За даними Стокгольмського міжнародного інституту дослідження проблем миру (SIPRI), країни вважаються учасниками конвенції, яка набула чинності як міжнародне право в грудні 1983 року, якщо вони ратифікують принаймні два з п'яти протоколів. Приблизно через 25 років після того, як Генеральна Асамблея прийняла його, повідомлялося, що США підписали його 21 січня 2009 року. Його ратифікація, однак, підлягає застереженню, яке говорить, що договір можна ігнорувати, якщо це врятує життя цивільного населення. ООН також визнала, що США ратифікували КНО в березні 1995 року, через 13 років після того, як країна підписала її.

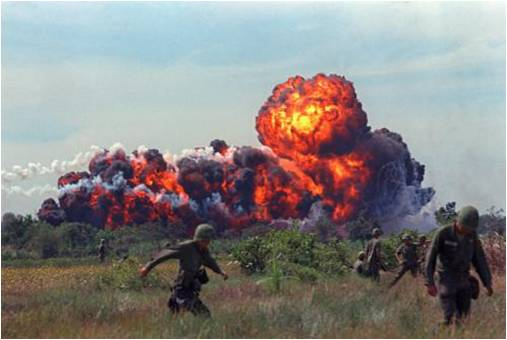
Випалення лісу у В'єтнамі американською армією

## Історія розвитку
Використання вогню у військових діях має давню історію. Вважається, що грецький вогонь, також описаний як «липкий вогонь» (πῦρ κολλητικόν, pýr kolletikón), мав нафтову основу. Розробка напалму була прискорена використанням холодних бензинових сумішей силами союзників під час Другої світової війни.
У розпалі Другої Світової війни латекс, який використовувався в ранніх формах запалювальних пристроїв, став дефіцитом, оскільки натуральний каучук було майже неможливо отримати після того, як японська армія захопила каучукові плантації в Малайзії, Індонезії, В'єтнамі та Таїланді.
Ця нестача натурального каучуку спонукала хіміків з американських компаній DuPont і Standard Oil, а також дослідників із Гарвардського університету розробити фабричні альтернативи — штучний каучук для будь-якого використання, включаючи автомобільні шини, гусениці, прокладки, шланги, медичне приладдя. Команда хіміків під керівництвом Луїса Фізера з Гарвардського університету першою розробила синтетичний напалм у 1942 році. «Виробництво напалму спочатку було доручено Nuodex Products, і до середини квітня 1942 року вони розробили коричневий сухий порошок, який сам по собі не був липким, але при змішуванні з бензином перетворювався на надзвичайно липку та легкозаймисту речовину». Один із колег Фізера запропонував додати до суміші фосфор, який збільшив «здатність глибоко проникати […] в мускулатуру, де вона продовжувала б горіти день за днем».
4 липня 1942 року на футбольному полі біля Гарвардської школи бізнесу відбувся перший тест. Випробування в робочих умовах проводилися на полігоні Джефферсона на закинутих сільськогосподарських будівлях, а згодом на полігоні Дагуей на будівлях, спроектованих і сконструйованих, відповідно до будівель, які можна знайти в німецьких і японських містах. Ця нова суміш хімікатів широко використовувалася під час Другої світової війни в запалювальних бомбах і вогнеметах.

З 1965 по 1969 рік Dow Chemical Company виробляла Напалм-B для американських збройних сил. Після того, як були опубліковані новини про смертоносні та спотворюючі ефекти Напалму-B, Dow Chemical зазнала бойкоту своєї продукції, а її рекрутери для нових хіміків, інженерів-хіміків тощо, які закінчили коледж, зазнали бойкоту та протестів у кампусах.. 

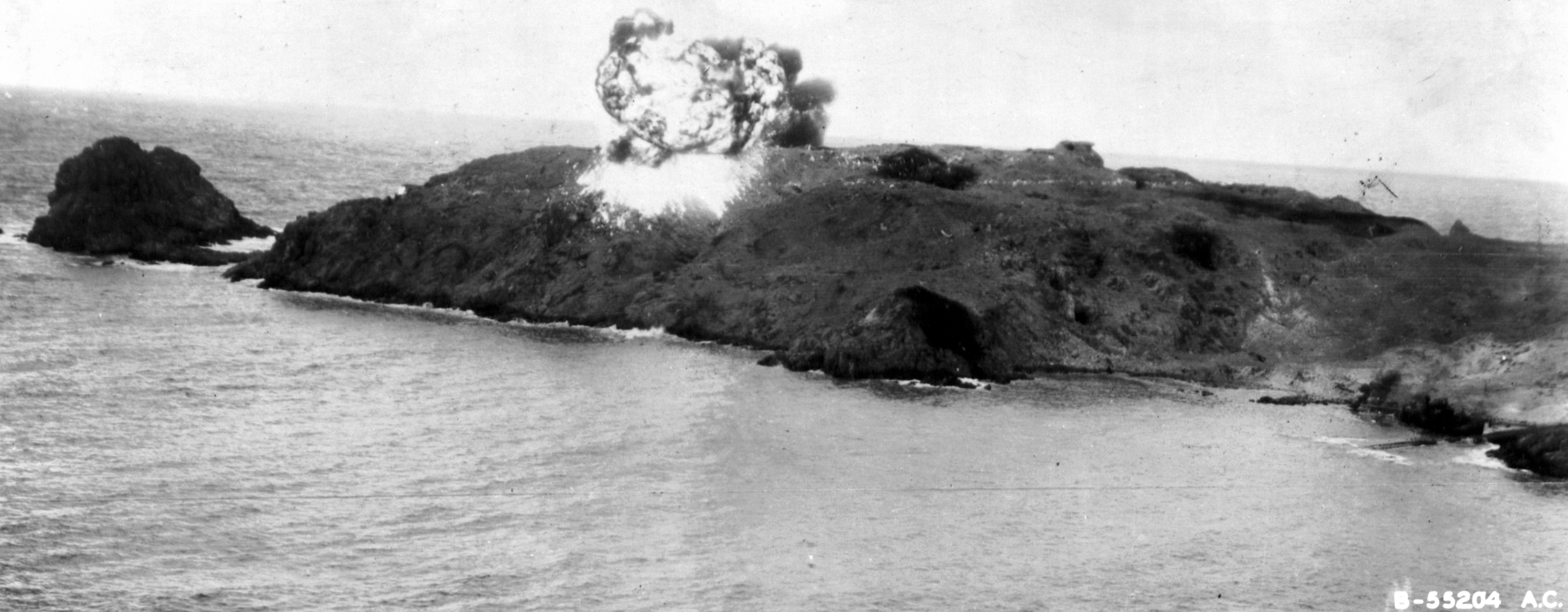
Вибух напалмової бомби в Сезембре
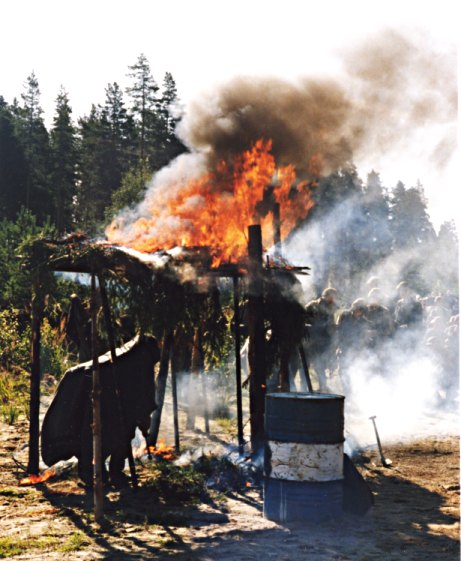
Використання напалму
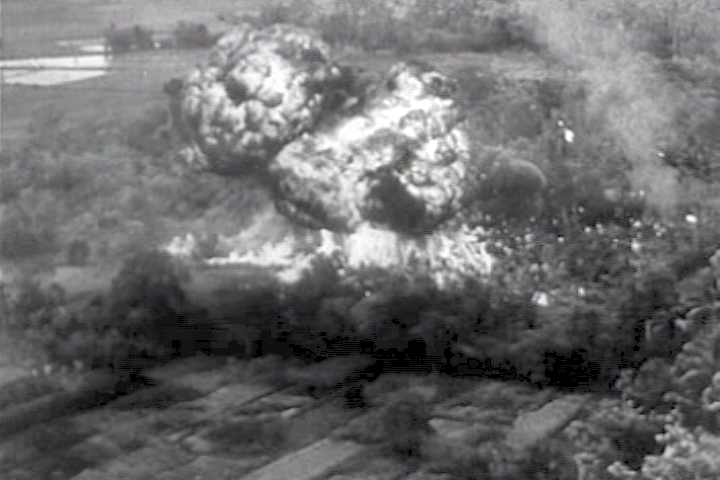
Використання напалму в Індокитаї
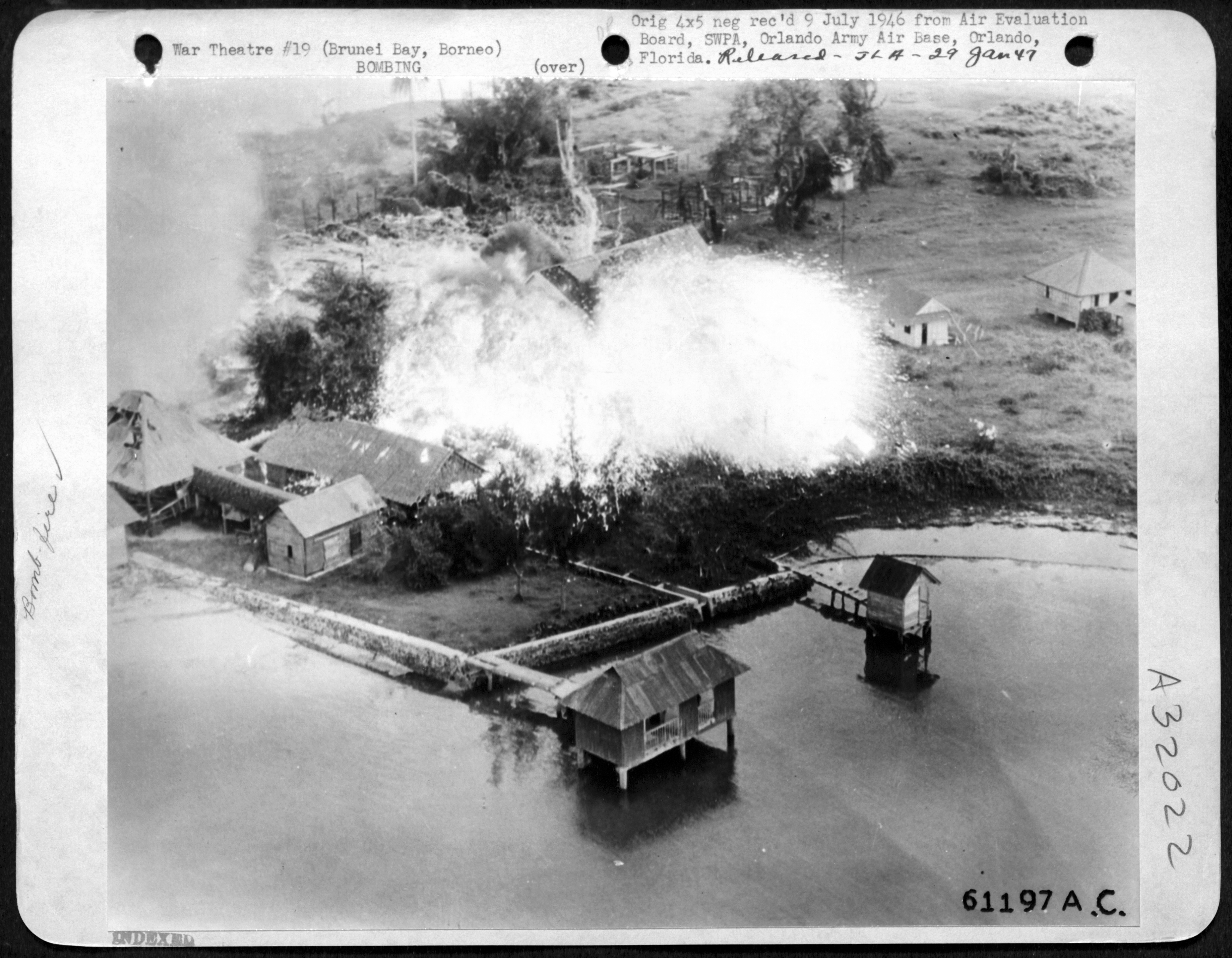
Бомбардування Борнео напалмом
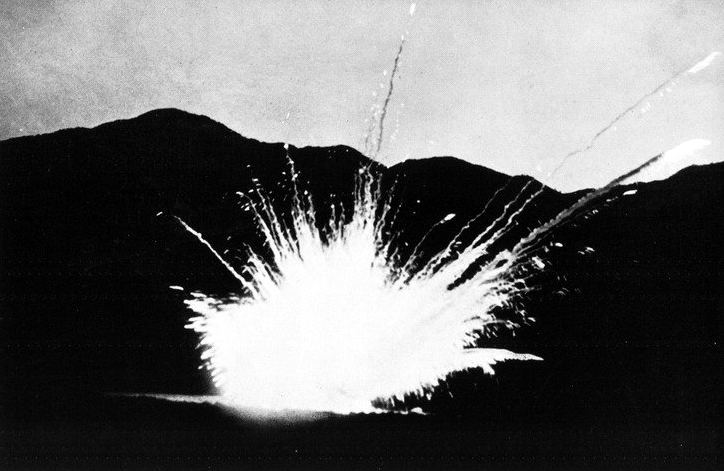
Вибух напалмової авіабомби в Кореї у 1952 році

## Кустарний (саморобний) напалм
Кустарний напалм — це напалм що виготовлений в кустарних умовах. Найчастіше виготовляється шляхом змішування високооктанового бензину з додаванням пінопласту що був завчасно розчинений у розчиннику, наприклад в ацетоні або сольвенті. Або шляхом розчинення пінопласту безпосередньо в бензині. Інколи кустарний напалм виготовляється шляхом розчинення стружки звичайного мила у високооктановому бензині. Кустарний напалм може використовуватися як самостійно, так і як складовий елемент вогневого фугасу.